# Siège des Nations unies
Pour les articles homonymes, voir siège.
Le siège des Nations unies — en anglais : Headquarters of the United Nations — est le bâtiment accueillant l'essentiel des institutions de l'Organisation des Nations unies. Il est situé à New York, au bord de l’East River dans l'arrondissement de Manhattan, dans le quartier de Turtle Bay à l’est de Midtown. Sa construction principale commença en 1947, et s’acheva en 1952. Il fut inauguré le 9 janvier 1951.

## Histoire

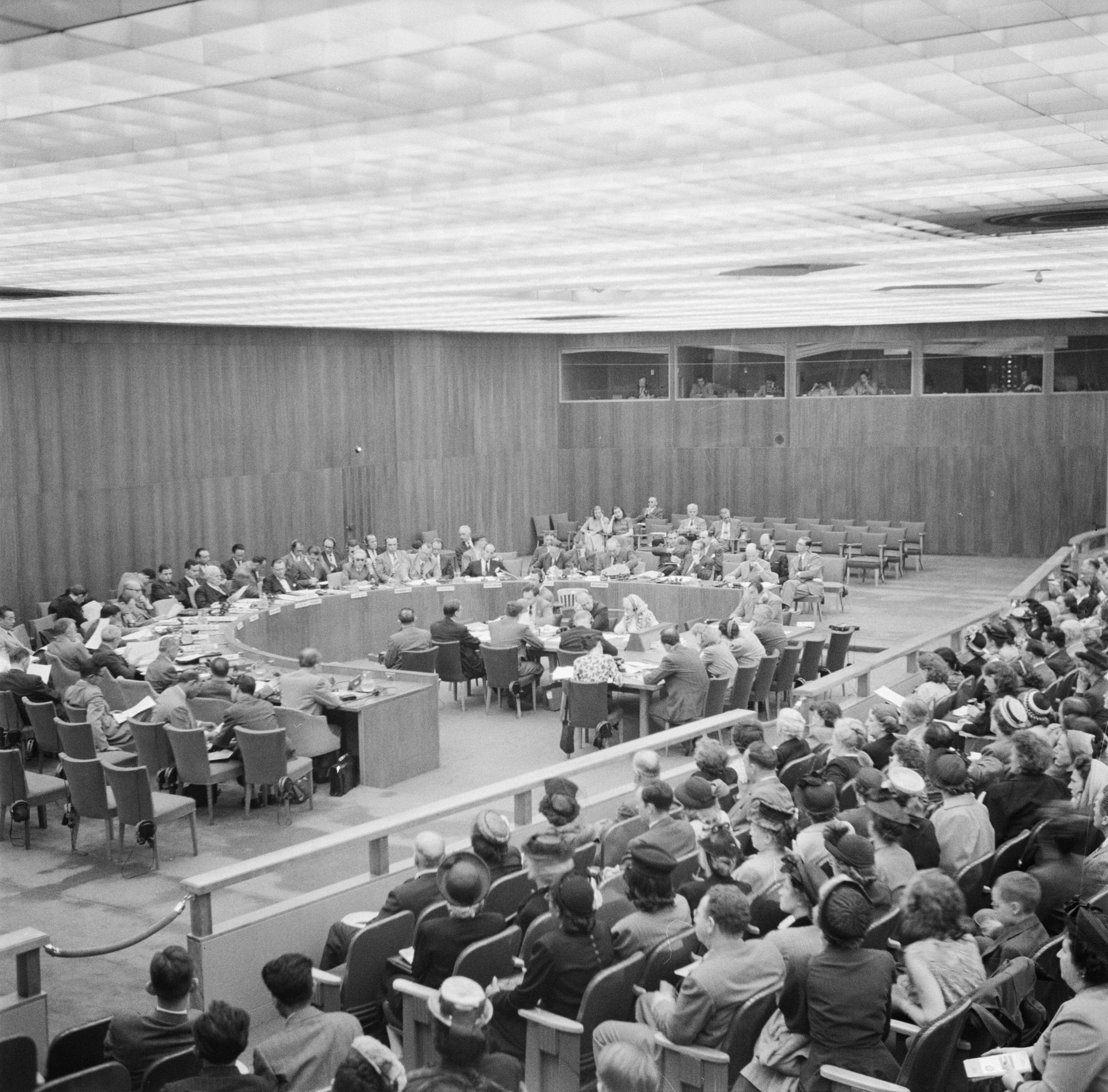
Salle de conférence des Nations Unies à Lake Success en 1948.

Le 10 décembre 1945, le Congrès des États-Unis proposa à l'unanimité d'inviter l'Organisation des Nations unies à venir établir son siège permanent aux États-Unis. L'Organisation y répondit favorablement lors de l'Assemblée générale à sa première session, tenue le 14 février 1946, à Londres.
Dès que la décision fut prise, un comité spécial des Nations unies passa le deuxième semestre de l'année 1946 à examiner divers emplacements éventuels dans différentes villes américaines comme Philadelphie, Boston et San Francisco, ainsi qu'au nord de New York et n'a pas spécialement pensé à Manhattan, quartier jugé trop populeux.
Mais l'offre de 8,5 millions de dollars (
111 millions actuels) faite à la dernière minute par le philanthrope John Davison Rockefeller Junior, pour l'achat du site actuel remporta finalement l'assentiment de la plupart des membres de l'Assemblée générale le 14 décembre 1946. Ce site était à l'époque un quartier formé d'abattoirs délabrés, d'installations industrielles et de docks pour barges ferroviaires, coincé entre deux voies de circulation importantes : Première avenue et l'East River Drive (rebaptisée depuis Franklin D. Roosevelt Drive). Néanmoins, la ville de New York accepta de céder des terrains pour compléter l'achat de celui-ci. Ce bâtiment a été inauguré en 1954.
Cependant, en attendant la construction du nouveau siège, les institutions de l'organisation siégèrent provisoirement dans divers endroits :
- l'Assemblée générale tint la première partie de sa première session au Westminster Central Hall à Londres (du 10 au 14 février 1946) et la seconde partie se déroula au Queens Museum of Art de Flushing Meadows à New York (du 23 octobre au 15 décembre 1946).
- le Conseil de sécurité tiendra ses 24 premières séances à Londres à partir du 17 janvier 1946. Par la suite, il s'est réuni à New York (au Hunter College, devenu le Lehman College (en), et au Henry Hudson Hotel (en)), ainsi qu'à Lake Success, au siège social de la Sperry Corporation dans le comté de Nassau (État de New York), siège provisoire de l'ONU à partir du 28 aout 1945 ; Sperry reprend le contrôle total de son siège social à 14 heures le 18 mai 1951. La location du site étant de 325 000 dollars américains par an (

4261049 dollars actuels) ;
- le Conseil économique et social réunira sa première session à Londres (le 23 février 1946) ; puis les suivantes au Hunter College à New York ;
- le Conseil de tutelle se réunira à Lake Success en 1947 ;
- la Cour internationale de justice s'installa définitivement à La Haye en 1946.

Paris accueillit la troisième assemblée générale des Nations unies au palais de Chaillot, bénéficiant d'une exception d'extraterritorialité temporaire. Pour cela, une cérémonie est organisée le 1er septembre 1948, lors de laquelle le ministre français des Affaires étrangères Robert Schuman remet symboliquement les clefs du palais au secrétaire général de l'ONU, Trygve Lie. L'Assemblée générale des Nations unies y adopte la Déclaration universelle des droits de l'homme le 10 décembre 1948.
En 1951, la capitale française accueille de nouveau au palais de Chaillot la sixième assemblée générale des Nations unies. Des bâtiments provisoires préfabriqués sont construits à cet effet en 135 jours sur les plans de Jacques Carlu, entre l'actuelle avenue des Nations-Unies et autour de la fontaine du Trocadéro.

## Rôle
Le complexe abrite cinq des six principaux organes de l'ONU :
- l'Assemblée générale ;
- le Secrétariat, chargé du bon fonctionnement de l'ONU ;
- le Conseil de tutelle, chargé de surveiller les territoires placés sous tutelle ;
- le Conseil économique et social ;
- le Conseil de sécurité.

Le dernier organe principal, la Cour internationale de justice, a son siège à La Haye aux Pays-Bas.
Le site de l’ONU bénéficie de l'extraterritorialité et les diplomates qui y sont en fonction ne sont donc pas assujettis aux lois américaines. Cependant depuis les années 1990, la ville de New York a engagé des mesures pour que les diplomates respectent les règlements en vigueur hors de l’enceinte de l’ONU, notamment pour les problèmes de stationnement payant ou de conduite en état d’ivresse.

## Architecture

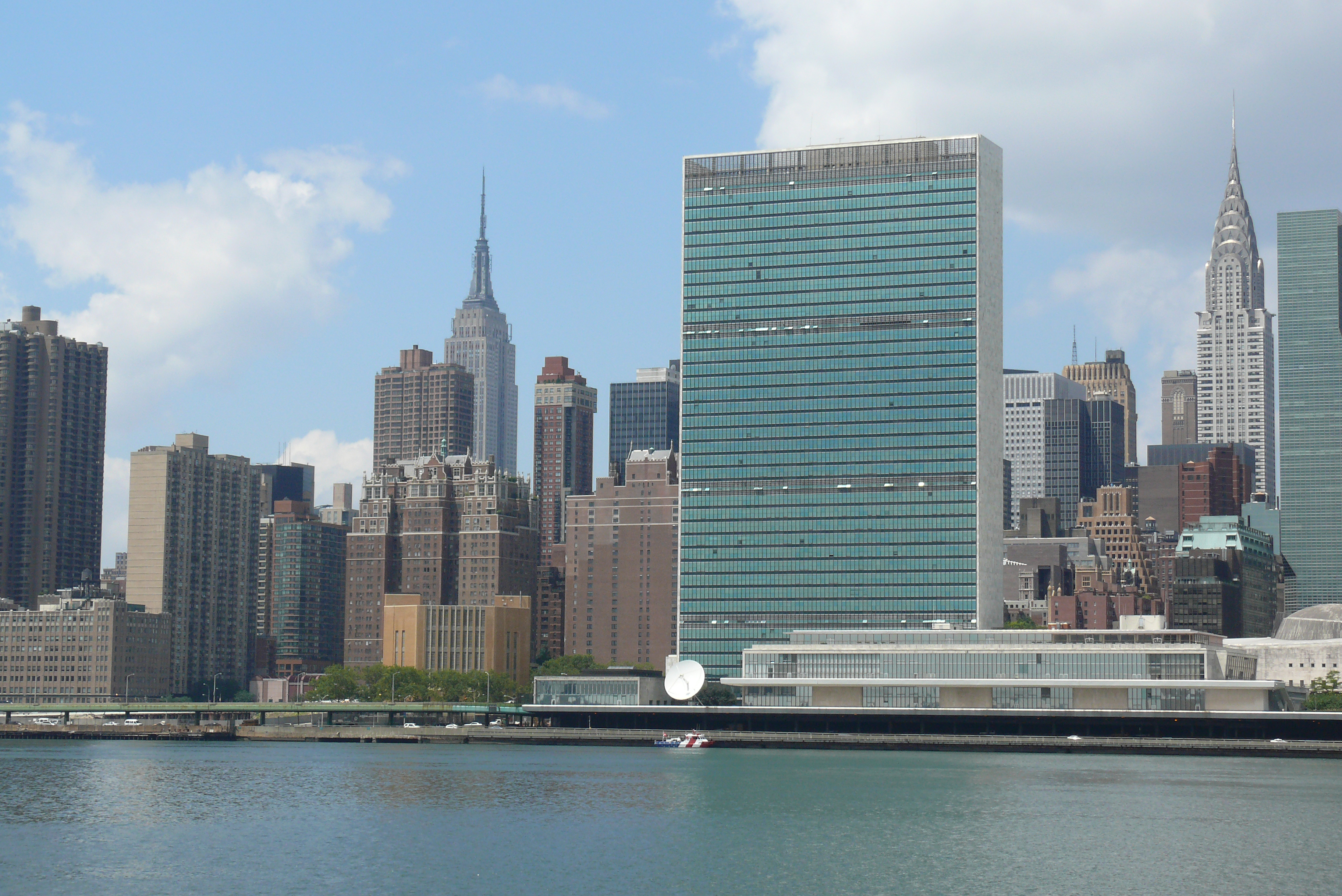
Le siège de l'ONU en 2009 avec l'Empire State Building à gauche et le Chrysler Building à droite depuis l'East River.

La conception est l’œuvre d’une équipe de onze architectes, parmi lesquels Wallace Harrison, Oscar Niemeyer et Le Corbusier. Parmi les stagiaires se trouvait à ce moment le futur architecte belge d'origine polonaise Constantin Brodzki. Le projet fut accepté en 1947 et les travaux durèrent jusqu'en 1952.
Le complexe comprend trois principaux bâtiments :
- le Secrétariat : tour de 39 étages, appelée le Palais de Verre, abritant l’ensemble des bureaux du Secrétariat des Nations unies ;
- le bâtiment de l’Assemblée générale: abritant la salle des séances de l'Assemblée générale des Nations unies ;
- la Bibliothèque Dag-Hammarskjöld, ajoutée en 1961.

L’ensemble est entouré d’un grand jardin au bord de l’East River, décoré par des statues qui ont été offertes par les pays membres. Le long de la première avenue de New York sont alignés les 193 drapeaux des États membres, par ordre alphabétique du nom des pays en anglais — le premier étant l’Afghanistan et le dernier le Zimbabwe.

## Visite
On peut visiter les bâtiments, qui abritent des expositions, notamment sur les actions menées par l’ONU, et également plusieurs œuvres d’art :
- Le vitrail réalisé par Marc Chagall est un don effectué en 1964 à la mémoire de Dag Hammarskjöld, le deuxième secrétaire général de l'ONU, tué avec quinze autres personnes dans un accident d’avion.
- Une sculpture sur ivoire chinoise représente le train Chengtu-Kunming dans un paysage montagneux. Offerte par la Chine en 1970, cette œuvre a été réalisée par une centaine de personnes et représente deux ans de travail.
- La mosaïque de Norman Rockwell est un don des États-Unis en 1985 et a été réalisée par des artistes de Venise ; elle reproduit une peinture de Norman Rockwell appelée Golden Rule, une œuvre figurative et très universelle, où l’on voit des gens de différentes couleurs, origines et religions, réunis dans une attitude de recueillement.
- La Cloche japonaise de la paix a été fondue en 1954 à partir de pièces de monnaie rassemblées par des enfants de soixante pays différents. Elle est abritée sous un toit typiquement japonais, construit en cyprès. On la sonne deux fois par an, au premier jour du printemps et le 21 septembre, quand reprennent les travaux de l’Assemblée générale.
- Un pendule de Foucault a été offert par les Pays-Bas en 1955. Il est animé par un système électromagnétique qui permet de visualiser la rotation de la terre.
- Non-violence est une sculpture de Carl Fredrik Reuterswärd qui s'élève sur le parvis de l'Assemblée générale.
- Guerre et paix, un diptyque monumental du peintre brésilien Candido Portinari, commandé en 1952, livré à l'ONU en 1956 et inauguré un an plus tard mais en l'absence de l'artiste en raison de ses sympathies pour le Parti communiste, à une époque où les États-Unis sont marqués par le maccarthysme[6].
- Guernica de Pablo Picasso (tapisserie), « censée symboliser le vœu pieux des Nations unies d’interdire les guerres à jamais » note Le Figaro[7].

En 2004, environ 360 000 touristes ont visité le bâtiment (dont 40 % de personnes vivant aux États-Unis). Depuis l'ouverture en 1952, il y aurait eu 37 millions de visites au siège de l'organisation internationale.

## Dans la culture populaire
- Le siège de l'ONU apparaît dans le film La Mort aux trousses (1959).
- Dans les Odyssées de l'espace d'Arthur C. Clarke, le monolithe trouvé sur la Lune a été déplacé devant le siège des Nations unies en 2006.
- Le siège de l'ONU est le décor d'une organisation parallèle des souris appelée SOS Société dans le film Les Aventures de Bernard et Bianca (1977), située au sous-sol du siège.
- Il est évoqué dans Superman 4 (1987), où le superhéros prononce un discours devant l'Assemblée générale des Nations unies.
- Il apparaît régulièrement dans la série The Expanse, l'ONU étant l'un des protagonistes majeurs de l'intrigue.
- Dans le jeu vidéo The Division, le QG de l'ONU est le dernier bastion du Last Man Battalion, une des plus redoutables factions ennemies du jeu.
- Il est question du siège de sécurité de l'ONU dans l'épisode 9 de la saison de 2 de Scorpion.
- Dans le film Black Panther (2018) figure l'immeuble des Nations unies, les décors étant tournés dans la mairie d'Atlanta[8].
- Le siège de l'ONU apparaît dans les jeux vidéo Grand Theft Auto IV et Grand Theft Auto: Chinatown Wars sous le nom de CC building (CC étant l'équivalent de l'ONU).
- L'Interprète de Sydney Pollack (2005), thriller avec Nicole Kidman, premier film à avoir obtenu le droit d'être tourné à l'intérieur du bâtiment des Nations unies.
- Le siège de l'ONU sert de décor à une partie de l'intrigue du livre La Forêt sombre de Liu Cixin.
- L'épisode 2 de la saison 6 de la série Blacklist met en scène le désamorçage d'une bombe retrouvée au siège de l'ONU. Le personnage principal, Raymond Reddington, profite de son passage au siège de l'ONU pour faire une fausse allocution dans la salle, vide, des séances de l'Assemblée générale.